# Castello San Giorgio

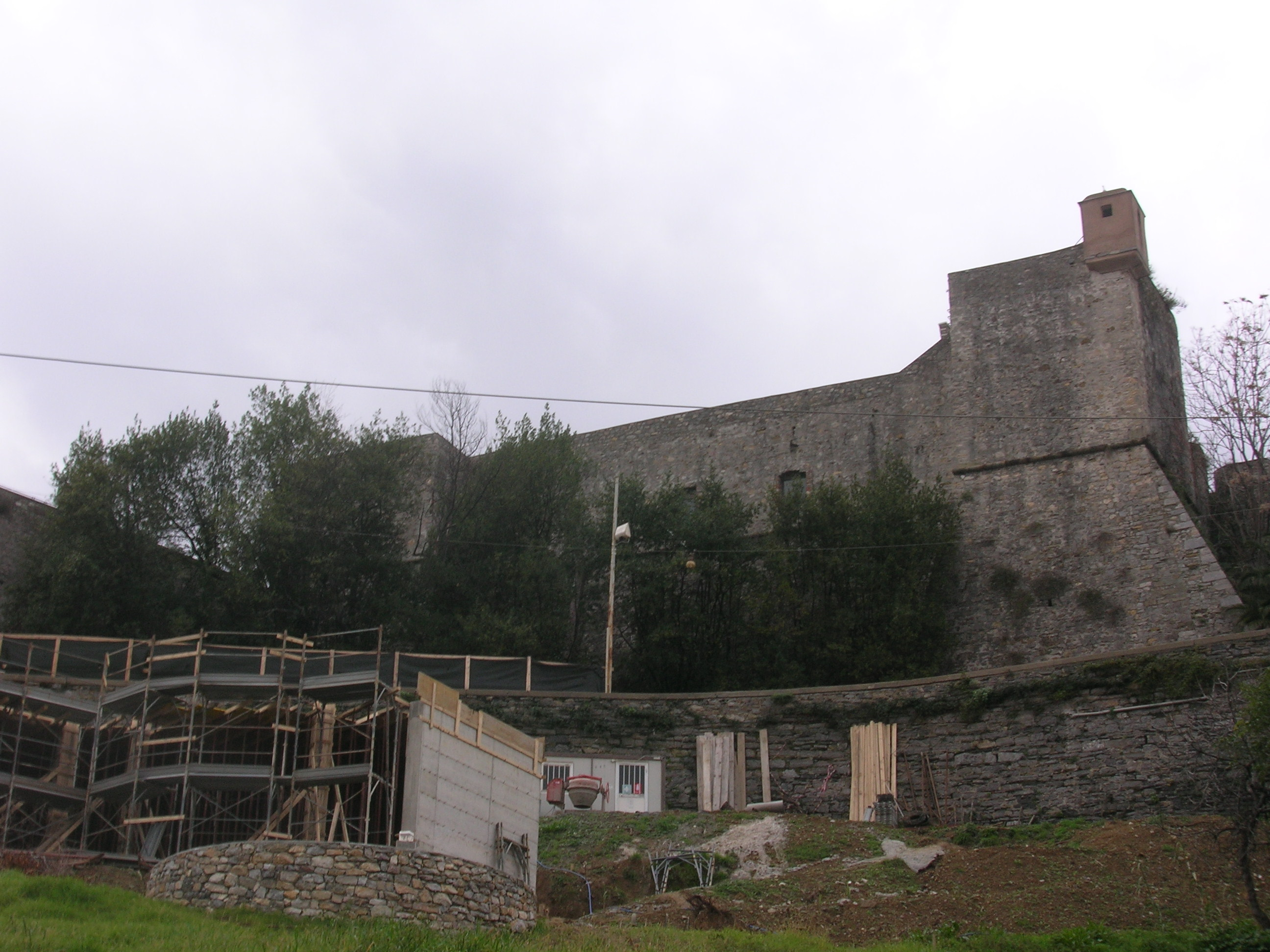
Das Castello San Giorgio

Das Castello San Giorgio, benannt nach dem heiligen Georg, ist eine militärische Befestigungsanlage auf den Anhöhen der norditalienischen Stadt La Spezia. Es ist über die Via XXVII Marzo zu erreichen, welche die ehemalige Stadtmauer durchläuft.

## Geschichte

### Mittelalter

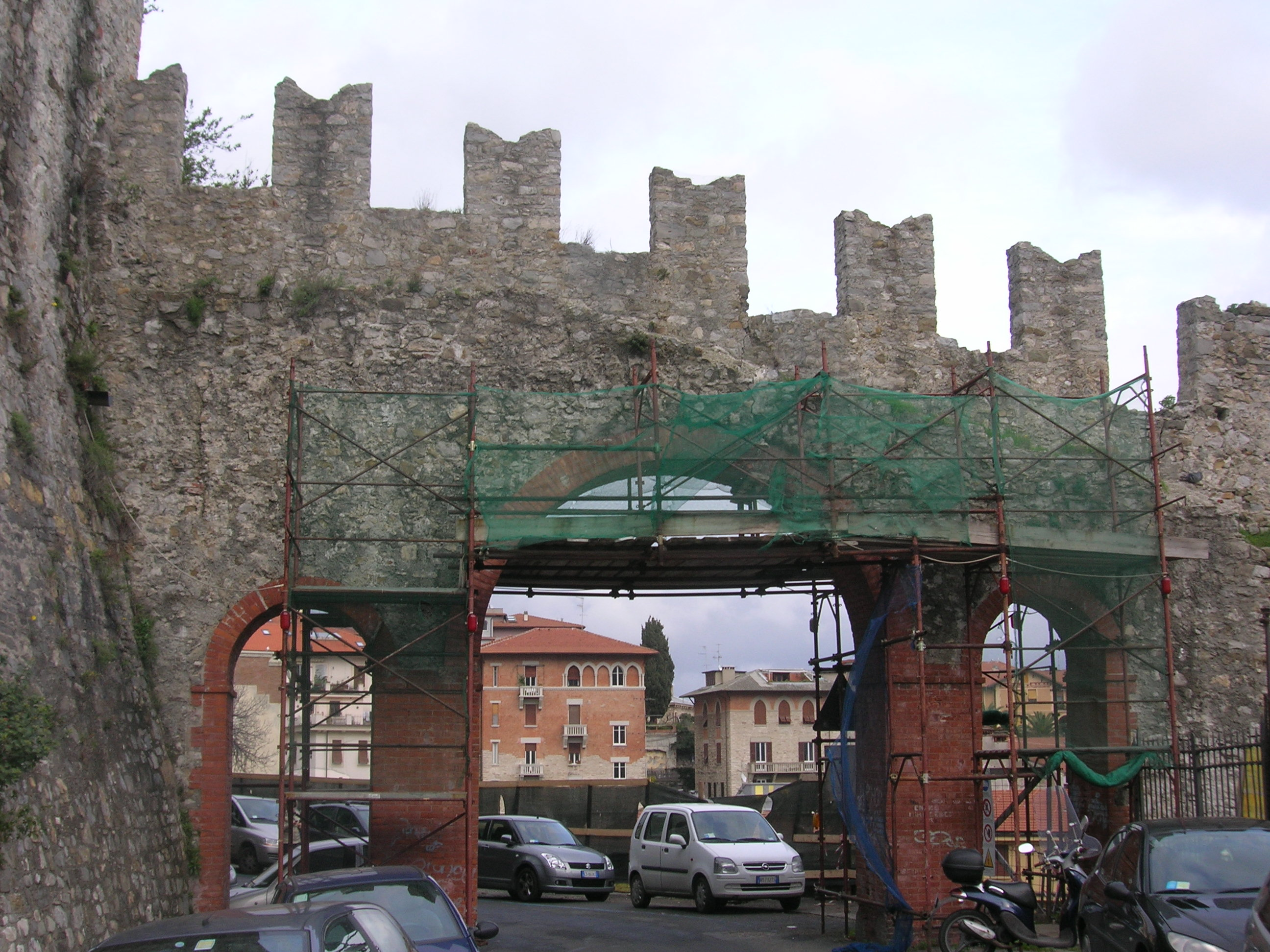
Die Stadtmauer

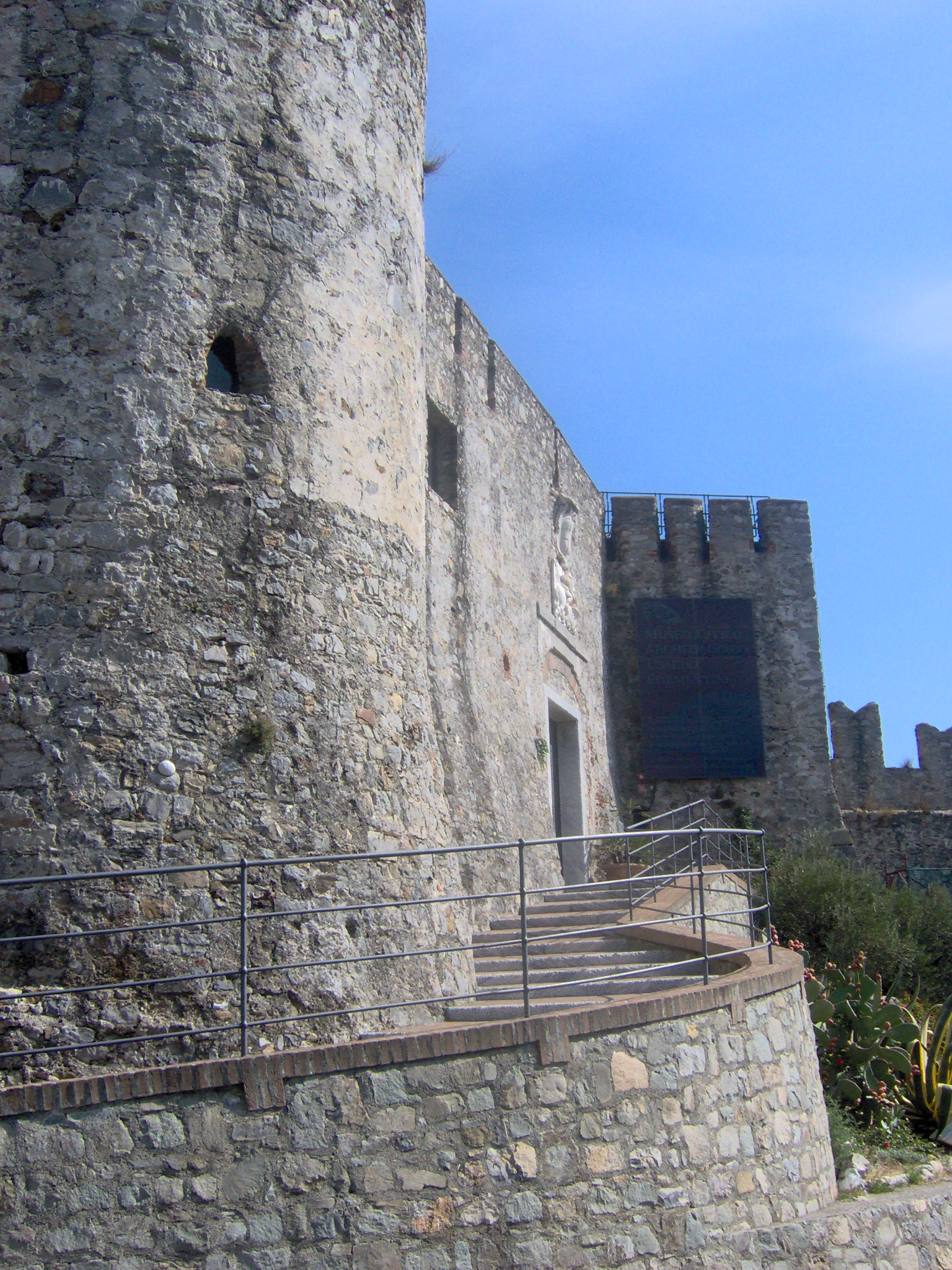
Die Treppe zum Burgtor

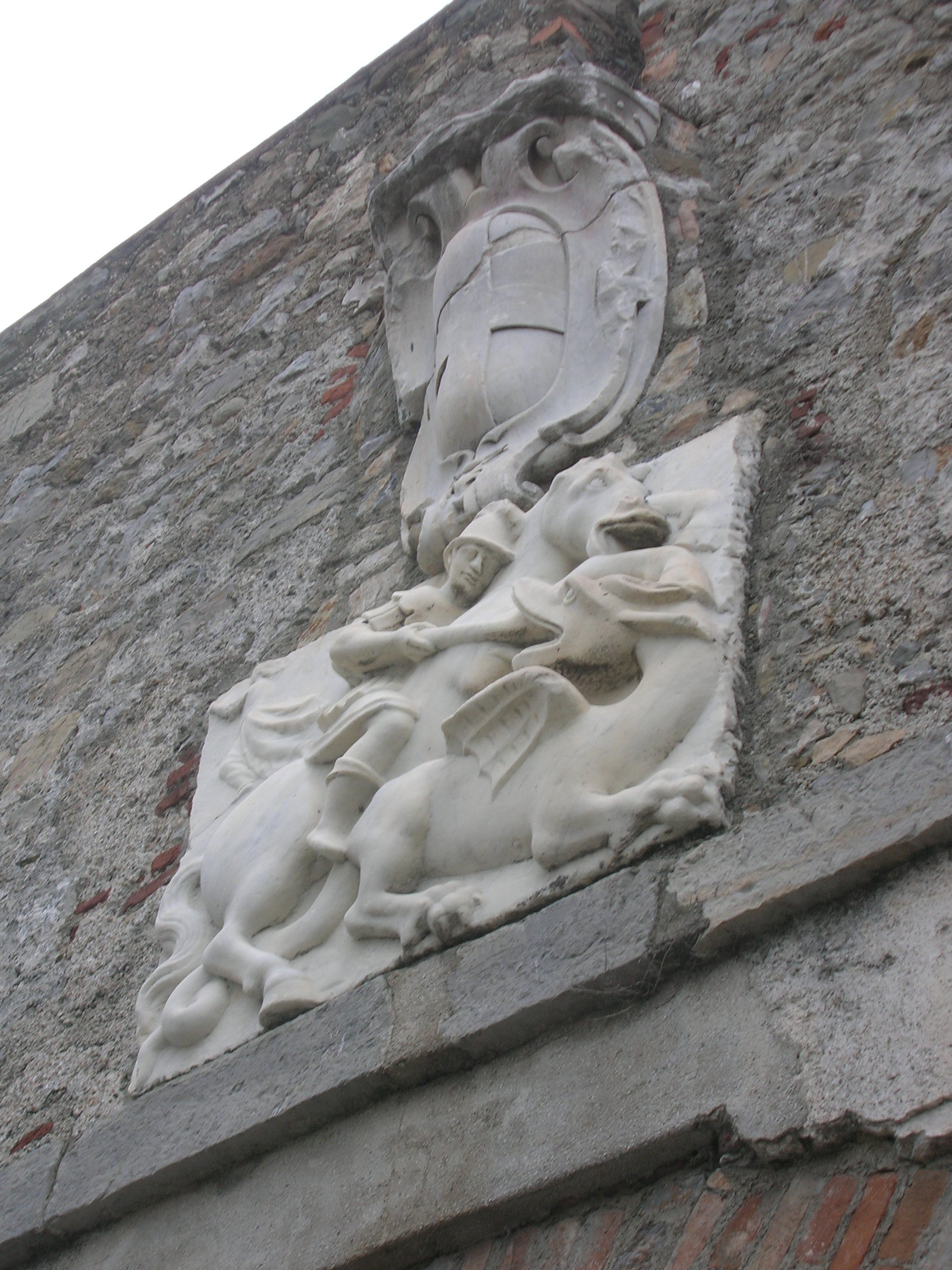
Das Wappen der genuesischen Republik auf der Burg

Die ursprüngliche Burganlage, die im Laufe der Jahrhunderte rekonstruiert wurde, wurde auf Veranlassen von Nicolò Fieschi im Jahre 1262 an der Stelle einer kleineren, bereits existierenden Festung erbaut. Mit diesem Erweiterungsbau sollte der Einfluss des Grafen über die Region gefestigt werden. 1273 wurde La Spezia jedoch von den Truppen der Republik Genua unter Führung des Admirals Oberto Doria eingenommen, wobei das Castello zerstört wurde. Mit dieser Militäraktion ging das gesamte Umland La Spezias in den Besitz der Familie Doria über.
1343 erklärte der Doge Simone Boccanegra die Stadt zur neuen Podestà; die Burg wurde wiederaufgebaut. Im gleichen Zeitraum wurde auch die neue Stadtmauer errichtet. An einem bis heute verbliebenen 300 Meter langen Mauerabschnitt sind noch die charakteristischen Waiblinger Zinnen und der Wehrgang zu sehen.
Die antike Stadtmauer umschloss den Ortskern von La Spezia in rechteckiger Form. Entlang der heutigen Via Biassa führte sie zur Via Colombo und zur Via Sapri, um bei der Chiesa dei Santi Giovanni ed Agostino in einem Bogen wieder bei der Burg anzugelangen. Allerdings blieb mit diesem Verlauf die Chiesa di Santa Maria außerhalb der Stadtmauer. Da sie den Truppen der Visconti bei einer Belagerung einen militärischen Vorteil verschafft hätte, wurde sie 1436 den taktischen Überlegungen geopfert und abgerissen. Die Kirche wurde später innerhalb der Stadtmauer wiederaufgebaut.

### 17. und 18. Jahrhundert
Im Jahr 1606 wurde der Festungsbau erneut verändert, indem ihm eine Oberburg hinzugefügt wurde. Die Maßnahme wurde von den Genuesern durchgeführt, die in der Region auch andere Festungen errichteten oder ausbauen ließen, mit dem Ziel die Sicherheitslage am Golf von La Spezia zu verbessern. 1609 wurde die Garnison um 20 Mann aufgestockt. Sie erhielt zusätzlich einen Hauptmann, zwei Artilleristen, einen Trommler und 16 Soldaten.
Mit dem Dekret vom 26. Oktober 1609 wurde dem Castello eine besondere Bedeutung zugemessen: so wurde dem Burgherrn, der dem Adel angehören musste, unter Todesstrafe verboten die Festung zu verlassen. Am 30. April 1757 wurde der Titel „Hauptmann von La Spezia“ in das würdevollere „Gouverneur von La Spezia“ umgewandelt. Zu jenem Zeitpunkt hatte Gio Batta Raggi diese Position inne.

### 19. Jahrhundert
Unter dem Königreich Sardinien wurden die Defensivbauten der Provinz La Spezia neu organisiert. Die Burg San Giorgio wurde der Stadtverwaltung unterstellt und kam 1885 in die Gefahr abgerissen zu werden, da an deren Stelle ein Stadtkrankenhauses errichtet werden sollte. Dies konnte durch das zuständige Regionalbüro verhindert werden. Daraufhin wurde das Krankenhaus (heute das Ospedale Sant’Andrea) auf dem Stadthügel San Cirpiano errichtet.

## Restaurierungsarbeiten
Im Jahr 1934 wurden, auch auf Dringen des damaligen Bibliotheksdirektor Ubaldo Formentini, von der Stadtverwaltung Restaurierungsarbeiten in Auftrag gegeben. Die Hauptinstandsetzungsmaßnahmen wurden 1970 unter Aufsicht des Sopraintendants für Natur- und Architekturgüter von Genua und Pisa angestrengt, aber letztendlich erst 1985 bis 1998 durchgeführt.
Heute befindet sich in der Burg die archäologische Sammlung des Museums „Ubaldo Formentini“,
die zuvor in den ungenügenden Räumlichkeiten der Bibliothek „Mazzini“ am Corso Cavour ausgestellt war.

## Galerie

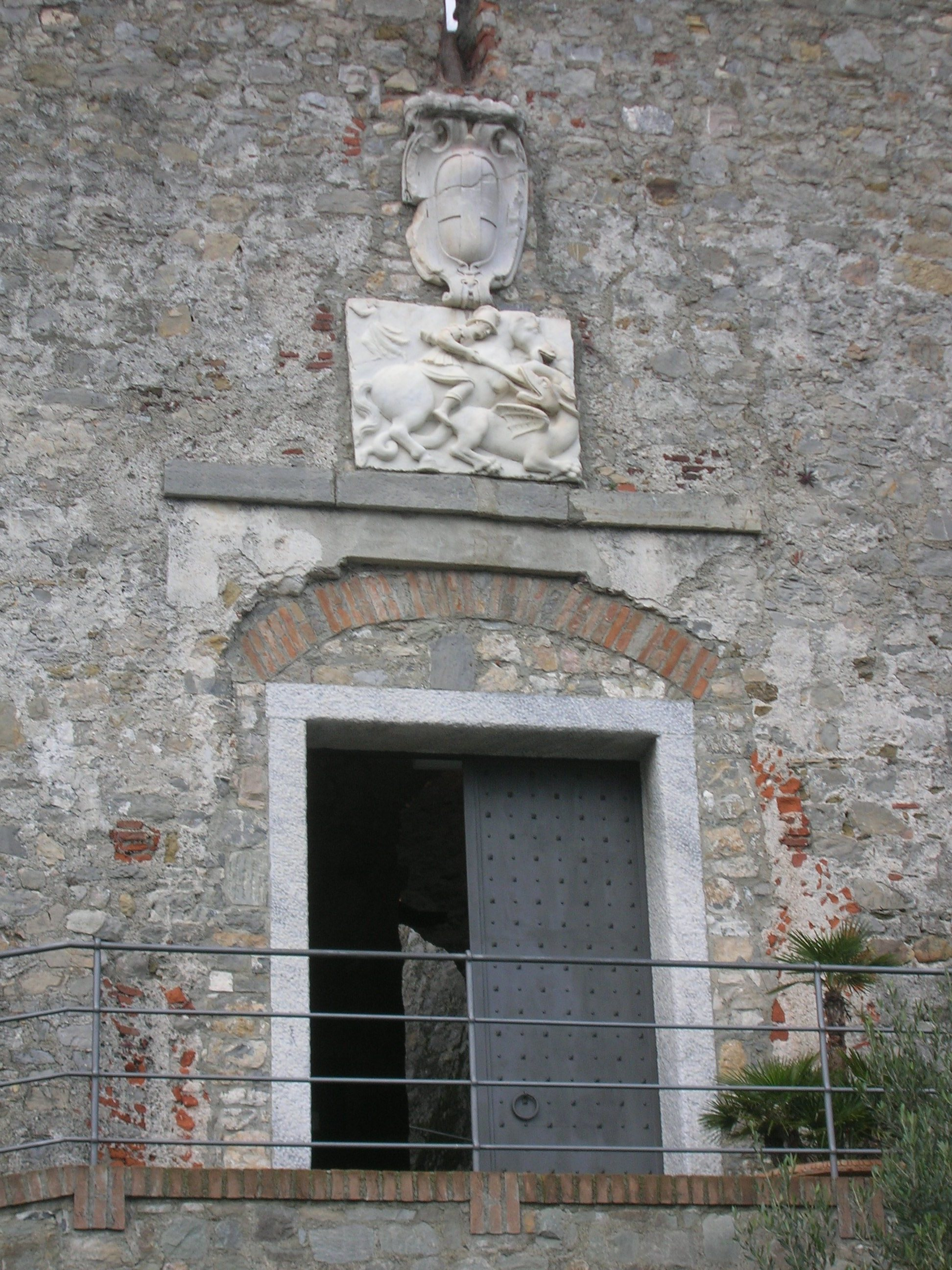
Der Eingang
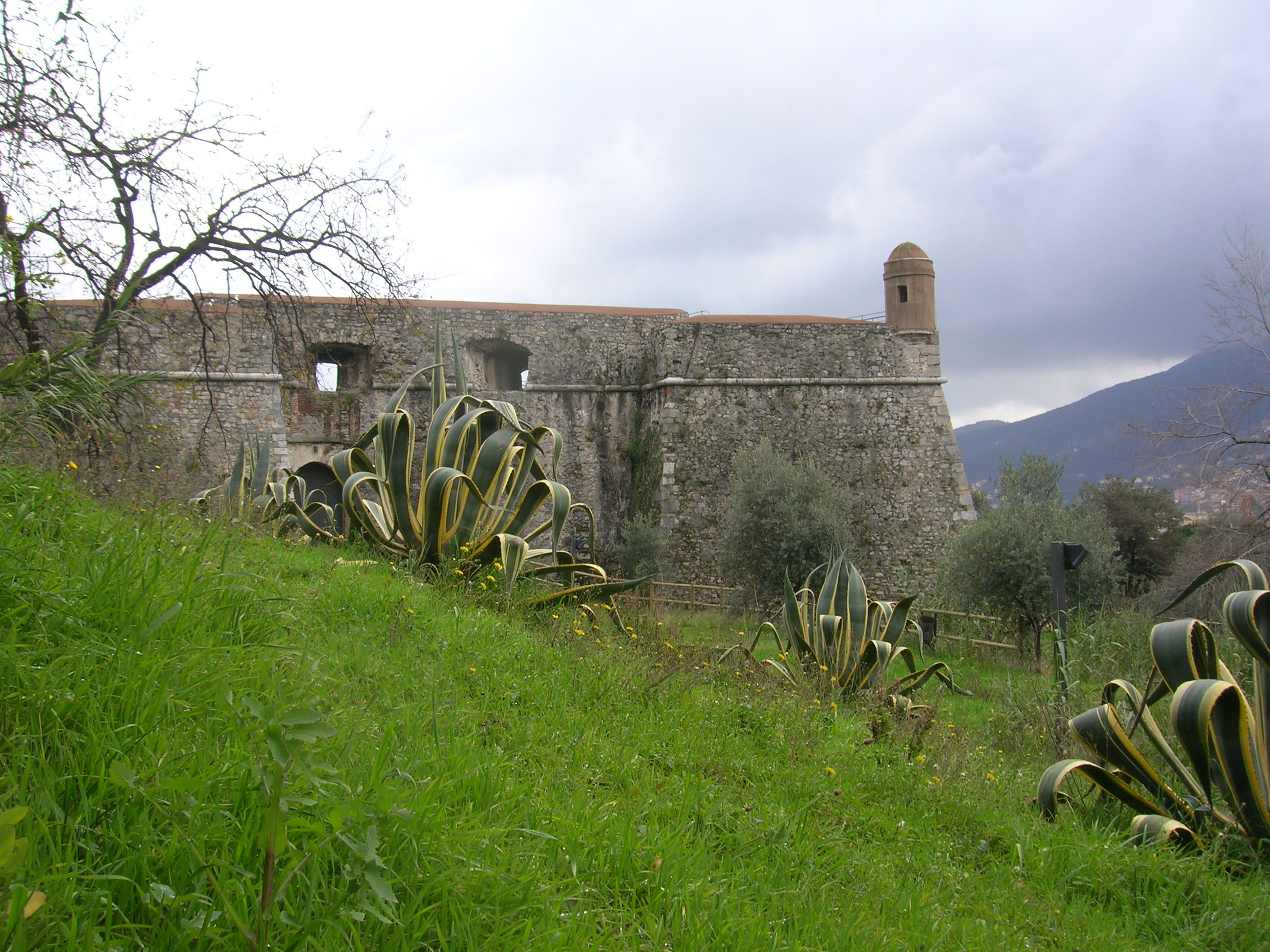
Der Park mit einem Wachturm
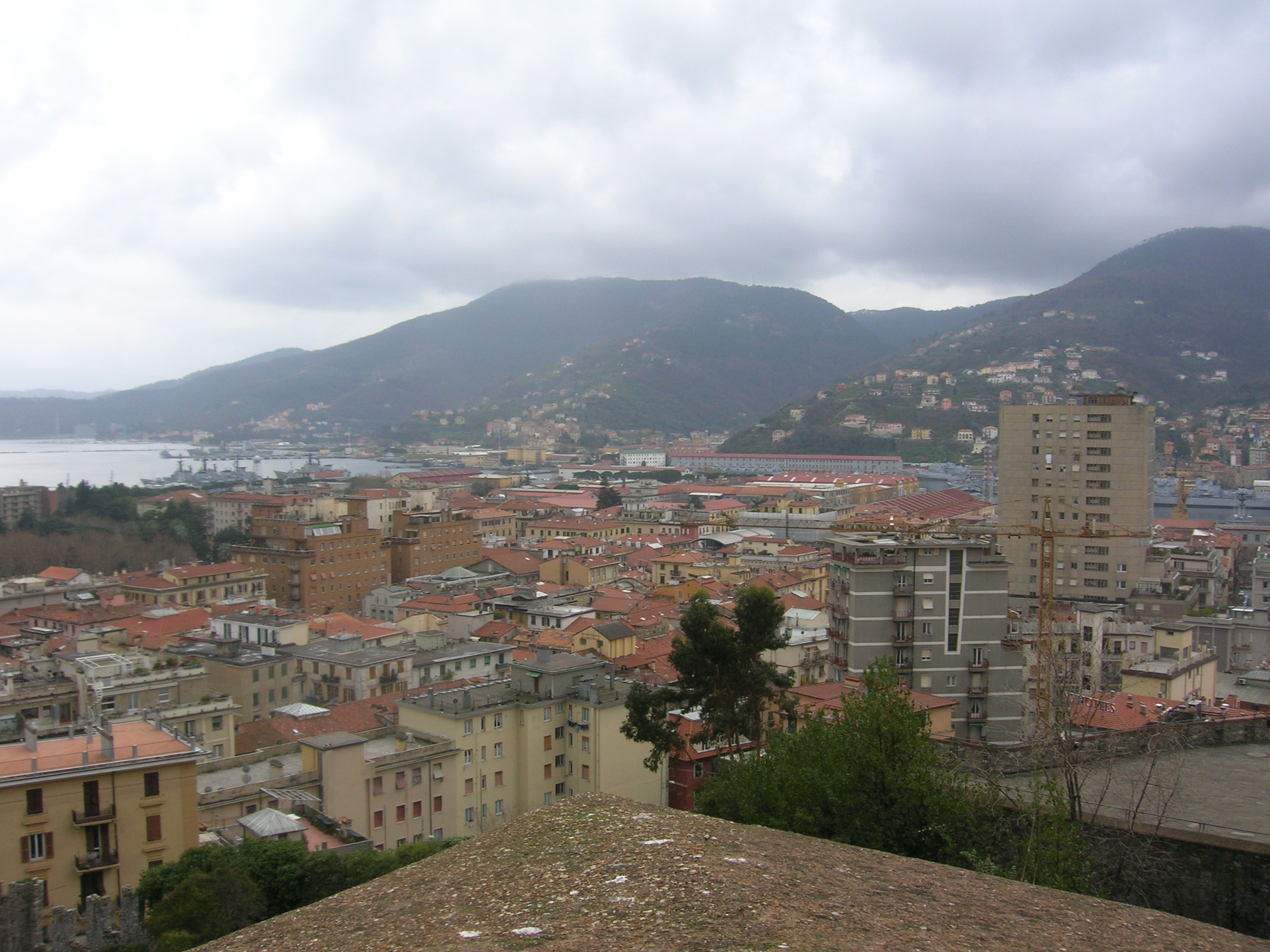
Blick von der Burg über La Spezia
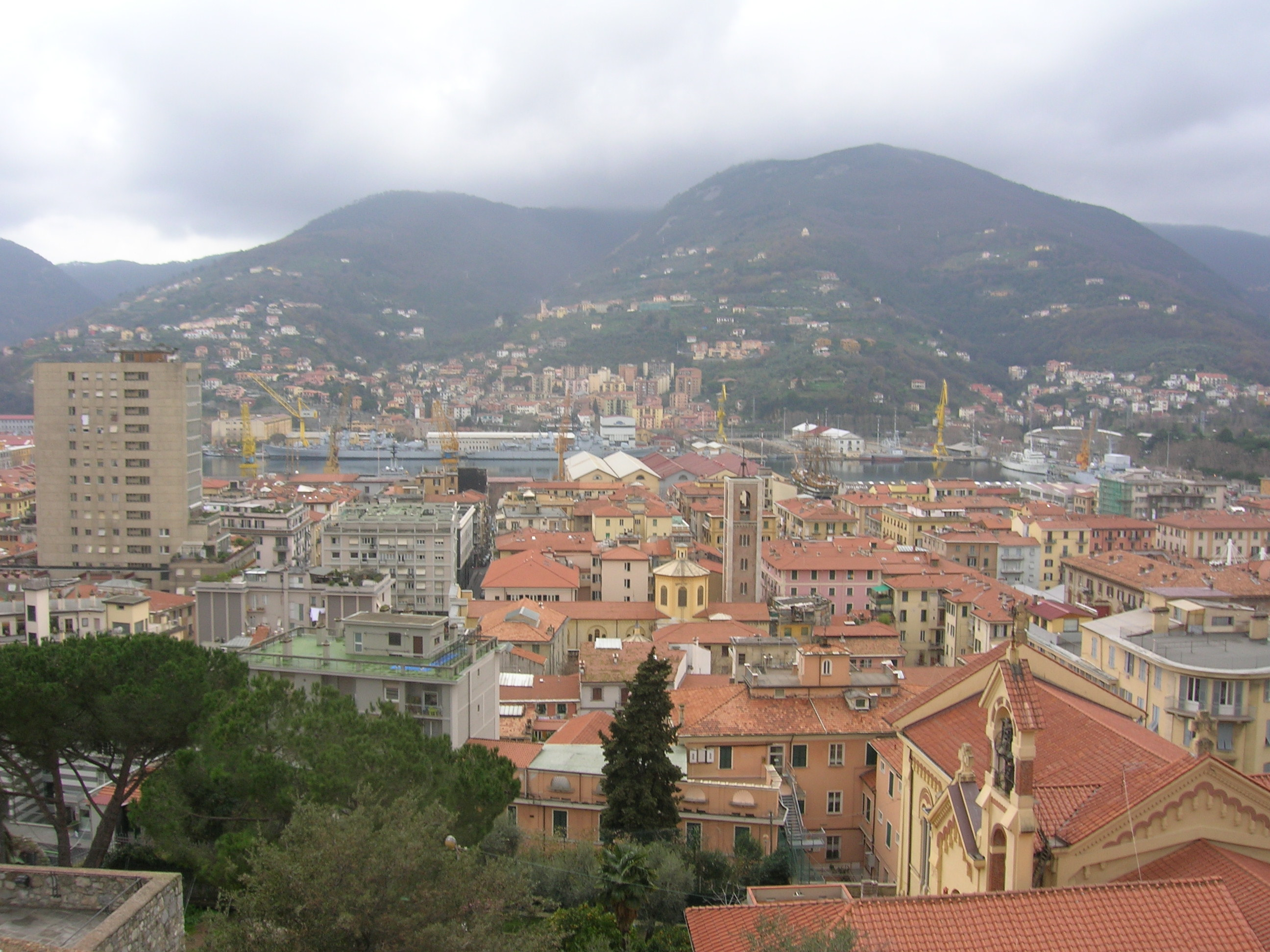
Blick von der Burg über La Spezia